# Alexandr Šikov
Aleksandr Šikov (rusky Александр Шиков, anglický přepis: Aleksandr Shikov; * 1997, Ťumeň) je ruský reprezentant ve sportovním lezení, juniorský mistr světa, Evropy a vítěz Evropského poháru juniorů v lezení na rychlost. Na mistrovství světa v roce 2016 získal bronz.

## Výkony a ocenění
- 2012: vítěz juniorského mistrovství světa, Evropy i evropského poháru juniorů v kategorii B
- 2016: nominace na Světové hry 2017 v polské Vratislavi

### Závodní výsledky
| Světové hry      | Světové hry |
| Rok              | 2017        |
| ---------------- | ----------- |
| Rychlost         | 6           |
| nejrychlejší čas | 6.09        |

| Mistrovství světa | Mistrovství světa | Mistrovství světa |
| Rok               | 2014              | 2016              |
| ----------------- | ----------------- | ----------------- |
| Rychlost          | 14                | 3                 |
| nejrychlejší čas  | 6.73              | 5.95              |

| Světový pohár       | Světový pohár   | Světový pohár   | Světový pohár | Světový pohár    | Světový pohár   | Světový pohár  |
| Rok                 | 2013            | 2014            | 2015          | 2016             | 2017            | 2018           |
| ------------------- | --------------- | --------------- | ------------- | ---------------- | --------------- | -------------- |
| Rychlost            | 15              | 14              | 35-36         | 17               | 4               | 6              |
| jednotlivě* (2/1/0) | 6,11,17,9,-,-,- | 5,-,12,12,-,-,- | -,14,-,-,-    | 14,21,6,-,-,9,16 | 14,,4,13,13,,5, | ,,9,14,,9,6,14 |

* poznámka: nalevo jsou poslední závody v roce
| Mistrovství Evropy | Mistrovství Evropy | Mistrovství Evropy | Mistrovství Evropy |
| Rok                | 2013               | 2015               | 2017               |
| ------------------ | ------------------ | ------------------ | ------------------ |
| Rychlost           | 13                 | 12                 | 5                  |
| nejrychlejší čas   | 7.04               | 6.36               | 6.28               |

| Akademické mistrovství Evropy | Akademické mistrovství Evropy |
| Rok                           | 2015                          |
| ----------------------------- | ----------------------------- |
| Obtížnost                     | 16                            |
| Rychlost                      | 4                             |
| Bouldering                    | 7                             |

| Mistrovství světa juniorů | Mistrovství světa juniorů | Mistrovství světa juniorů | Mistrovství světa juniorů | Mistrovství světa juniorů |
| Rok                       | 2012 kat. B               | 2013 kat. A               | 2014 kat. A               | 2016 junioři              |
| ------------------------- | ------------------------- | ------------------------- | ------------------------- | ------------------------- |
| Rychlost                  | 1                         | 2                         | 1                         | 3                         |

| Mistrovství Evropy juniorů | Mistrovství Evropy juniorů | Mistrovství Evropy juniorů | Mistrovství Evropy juniorů |
| Rok                        | 2013 kat. B                | 2013 kat. A                | 2013 junioři               |
| -------------------------- | -------------------------- | -------------------------- | -------------------------- |
| Rychlost                   | 1                          | 1                          | 1                          |

| Rychlost    | 1 |
| jednotlivě* |   |

* poznámka: nalevo jsou poslední závody v roce